# الشقة العليا
الشقة العليا قرية سعودية، تتبع اداريًا بلدة الشقة التابعة لمنطقة القصيم وسط المملكة العربية السعودية.

## الوصف
قال الشيخ ابن بليهد: «الشقة هي بلدة معروفة من قرى الجواء وهي في الجاهلية لبني أسد وفي هذا العهد يشترك فيها قبيلتان هم بنو عبد الله من غطفان وقبائل حرب... أما الآن ليست لحرب انما أهلها الذين بدأوا عمارتها الحالية هم قم من الحاضرة جاءوا من التويم وينتسبون إلى عنزة كما قال ابن عيسى». وقال أحد الرحالة الأوربيين: «الشقة منزل خليط من العرب وخاصة من قبيلة عنزة وشمر». قال ابن عيسى: «أن جماعة من آل رباع أهل حريملا قد هاجروا إلى الشقة».
الشقة العليا تسمى أيضًا الرفيعة، يعود سبب تسميتها بهذا الاسم لأنها تقع على أرض مرتفعة من قريتها المجاورة الشقة السفلى، عدد سكان القرية قليل جدا في الوقت الحاضر.

## وصلات خارجية
- موقع القرية على قوقل خرائط